# Louis Joseph Saint-Amans
Louis Joseph Saint-Amans (Marsella, 12 de juny de 1849 - París, 1820) fou un compositor francès del Classicisme. De jove es traslladà a París, on fou més tard professor de solfeig al Conservatori de París. Es dedicà especialment a la composició dramàtica i en la Comédie Italienne de París, estrenà moltes òperes còmiques, entre elles; Alvar el Mincia (1770);, Le pirier (1772), Le médecin d'amour (1773) o La coquette du village. A més, compongué, La mort de Didon, ball d'espectacle representat en la cort; l'oratori David et Goliath; L'occasion òpera còmica representada en el palau del príncep de Condé (Chantilly); La lireuse de cartes (1779), L'île deserte (1801), etc.